# 麥克·莫尼
麥克·莫尼（英語：Michael Muhney，1975年6月12日—）是美國的一位演員。他最著名的作品是在電視劇美眉校探中飾演Sheriff Don Lamb角色。